# Попов, Михаил Фёдорович
Михаил Фёдорович Попов (18 [30] октября 1854, Новая Слобода — 19 ноября 1922, Томск) — русский учёный-медик, профессор, декан медицинского факультета (1898—1913) и ректор (1913—1916) Императорского Томского университета.

## Биография
Родился в семье священника в селе Новая Слободка Путивльского уезда Курской губернии. Отец, Фёдор Иванович, служил в Архангельской церкви, мать — Попова Ольга Степановна.
Окончил в 1880 году медицинский факультет Императорского Харьковского университета, где был казённокоштным студентом, со степенью лекаря с отличием и званием уездного врача. После университета с 1881 года работал окружным врачом в Тобольской губернии, а с 1883 года — Тарским городским врачом. Степень доктора медицины и звание приват-доцента получил в 1888 году там же. В 1889 году был командирован на 2 года в Европу, где занимался в Берлине у профессоров Коха и Гертера, в Мюнхене — у профессоров Петтенкофера и Фойта, в Париже — у Пастера, Готье и Бруарделя.
В 1891 году назначен экстраординарным профессором Императорского Томского университета по кафедре судебной медицины, с 1895 года — ординарный профессор, заведовал кафедрой до 1916 года. С 1898 по 1913 год — декан медицинского факультета, ректор — в 1913—1916 годах. Заслуженный профессор Томского университета (1913). В 1909 году по инициативе М. Ф. Попова при Томском университете была создана станция для изготовления преципитирующих и гемолитических сывороток для реакции Вассермана, заказы на которые поступали из многих лабораторий России. В ноябре 1916 года именным Высочайшим указом, данным Правительственному сенату, заслуженный ординарный внештатный профессор Императорского Томского университета, доктор медицины, действительный статский советник М. Ф. Попов был переведён на должность заместителя начальника учебного отдела Главного управления государственного здравоохранения.
Почётный мировой судья (1912).

## Научная деятельность
Научные исследования М. Ф. Попова касались в основном различных аспектов токсикологии. В 1891 году в парижских научных журналах учёный опубликовал статьи: «Механизм выделения мочевины», «Применение пикриновой кислоты при определении растительных алкалоидов в токсикологии». Основной тематикой работ было исследование птомаинов — продуктов гниения белков, получившие название «животные алкалоиды». В статье «О птомаинах» М. Ф. Попоа дал детальное описание токсико-химических свойств животных алкалоидов и способы их отличия от растительных алкалоидов. Учёный разработал способ, определения этилового спирта в жидких средах (известный как метод Попова), способ определения количества жира в организме а также сконструировал тонкомер для измерения очень тонких объектов, таких как серозные оболочки, фасции с точностью до 0,1 мм.